# 六甲山事件
六甲山事件（ろっこうさんじけん）とは、1965年に起きた殺人・死体遺棄事件である。大阪市在住の女性が六甲山中にて他殺体として発見されたが、後に起訴された被告は無罪となり、未解決事件となっている。「六甲山保母殺人事件」と表現される場合もある。

## 概要
1965年8月3日頃、堺市立保育所の保母が同保育所を出てから消息不明となった。
大阪市住吉区の自宅のアパートにもおらず、行方不明になったために家族は8月6日に住吉警察署に届け出た。同署は家出人保護願いとして処理した。
その後、読売新聞に他殺の疑いがあるという記事が掲載され、大阪府警察本部は監禁、殺人事件の疑いがあるとして捜査を開始した。その後、11月1日に被害者と交際があり、定職を持っていなかった被告Aを逮捕した。信用金庫の金員受領の件での詐欺罪としての逮捕だったが、11月7日には被害者に対する強盗殺人罪として改めて逮捕した。Aは被害者から約30万円の借金があった。Aは当初は容疑を否認していたものの、後に被害者を氏名不詳の男の運転する自動車に同乗して六甲山に誘い出し、殺害して死体を山の中に遺棄したと自供した。その後、自白調書によって六甲山で遺体が見つかったとして強盗殺人、詐欺罪等の罪で起訴した。

## 裁判経過
裁判では、検察側は自白調書などを根拠に無期懲役を求刑。弁護側は別件逮捕の違法性、弁護人の選定の妨害を主張して自白調書の証拠能力を欠くと主張した。任意性についても自白を強制されたと主張した。また、警察が自白の際に被告人が作成したとしていた死体遺棄現場を示す略図が行方不明になっていることが判明した。1971年5月15日、1審大阪地裁は弁護人の選定については任意性を否定するものではないとしたが、自白調書の証拠能力を否定して、殺人については無罪判決を下した。別件の詐欺事件については全て有罪判決となった。殺人事件の第2捕拘留での自白調書は別件逮捕による不法拘禁中に作成されたものだとして違法収集証拠だとした。検察側はこの判決を不服として控訴した。
1972年7月1日、大阪高裁は詐欺罪を利用して失踪事件で被告を取り調べる意図があったことは否定しがたく、好ましいものではないが令状主義を逸脱するものとまではいえないとして、自白調書の違法性を認めた1審判決の誤りを指摘、死体発見の経緯を否定した原判決はいきすぎだとして大阪地裁に差し戻した。
1978年6月23日に差し戻し審となった大阪地裁は求刑通りの無期懲役の有罪判決となった。詐欺事件による別件逮捕が違法なものではないとして自白調書の任意性を認め、遺体は略図により発見されたとして自白の信用性を認めて証拠能力があるとした。弁護側は控訴した。
1982年9月13日に差し戻し控訴審となった大阪高裁は無罪判決を下した。別件逮捕についての違法性は否定せず自白調書の任意性までは否定しなかったものの、他の自白調書で殺害されたという8月3日の翌日に被害者が住むアパートの管理人が会っていたという証言、行方不明になった略図が取り調べの際に描かれたという確証がないことなどから自白調書通りに犯行を犯したとの確信が持てないとして自白調書の信用性は否定して物的証拠がほとんどないことから犯行の疑いはあるものの犯行を認定するには合理的な疑いがあるとして無罪判決となった。検察はこの判決を受け入れ無罪が確定した。

## 補足
本事件においては被害者の家族が事件の疑いがあるとして被害者届を出していたにもかかわらず、読売新聞に9月6日に殺人事件の疑いがあるという記事が掲載されるまで捜査を行わずにいたため捜査の立ち遅れが指摘されている。